# Keude Lapang (Lapang)
Keude Lapang is een bestuurslaag in het regentschap Aceh Utara van de provincie Atjeh, Indonesië. Keude Lapang telt 71 inwoners (volkstelling 2010).